# Список китайских авиационных двигателей
На этой странице перечислены авиационные двигатели производства Китайской Народной Республики .

## Сокращения
| Сокращения | Оригинал | Китайский пиньинь | Английское имя      |
| ---------- | -------- | ----------------- | ------------------- |
| HS         | 活塞     | HuóSāi            | Поршневой двигатель |
| WJ         | 涡桨     | WōJiăng           | турбовинтовой       |
| WP         | 涡喷     | WōPēn             | турбореактивный     |
| WS         | 涡扇     | WōShàn            | турбовентиляторный  |
| WZ         | 涡轴     | WōZhóu            | Турбовальные        |

## Поршневые двигатели
| Обозначение | Выходная мощность          | Использован               | замечания |
| ----------- | -------------------------- | ------------------------- | --- |
| HS-5        |                            | Наньчан Y-5               | Версия Швецова АШ-62, которая сама была модифицированной версией Wright R-1820 . Построен заводом авиационных двигателей в Чжучжоу (ZEF), который в настоящее время является Южным двигательно-энергетическим комплексом (SMPMC).            |
| HS-6        |                            | Наньчан CJ-6, Харбин Y-11 | Лицензионная копия советского двигателя Ивченко А. И.-14Р. Построен заводом авиационных двигателей Zhuzhou (ZEF). Китайская разработка привела ко многим вариантам (-6A, −6B, −6C, −6D, −6E, −6K).                                           |
| HS-7        | 1268 киловатт (1724 л. с.) | Харбин Z-5                | Лицензионная копия советского двигателя Швецова АШ-82В, созданного на основе конструкции Wright R-1820 . Построен компанией Dongan Engine Manufacturing Company (она же Харбинский моторный завод).                                          |
| HS-8        | 1380 киловатт (1880 л. с.) |                           | Модифицированный вариант Dongan HS-7, в котором «совмещены основной корпус и нагнетатель HS-7 с редуктором и пропеллером привода Швецова АШ-82Т». Построен компанией Dongan Engine Manufacturing Company (она же Харбинский моторный завод). |

## Турбовинтовые двигатели
| обозначение | Выходная мощность | Использован            | замечания |
| ----------- | ----------------- | ---------------------- | --- |
| WJ-5        | 2162 кВт          | Сиань Y-7              | Турбовинтовой двигатель на базе ИВ-24 Ивченко, построенный компанией Dongan Engine Manufacturing Company (Харбинский моторный завод) в нескольких вариантах. |
| WJ-6        | 3170 кВт          | Шэньси Y-8, AVIC AG600 | Турбовинтовой двигатель; лицензионная копия Ивченко А. И.-20.                                                                                                |
| WJ-9        |                   |                        | турбовинтовой двигатель, полученный из турбовальных двигателей Turbomeca Arriel и WZ-8                                                                       |

## Турбовальные двигатели
| обозначение | Выходная мощность                      | Использован                  | замечания |
| ----------- | -------------------------------------- | ---------------------------- | --- |
| WZ-5        |                                        | Харбин / CHDRI Z-6 (отменен) | Турбовальная версия WJ-5, отменена. |
| WZ-6        |                                        | Харбин Z-8                   | Лицензионная копия Turbomeca Turmo. |
| WZ-8        |                                        | Харбин Z-9, Харбин Z-19      | Изначально изготовленные по лицензии копии турбовального Turbomeca Arriel, было сделано много модифицированных вариантов этого двигателя. |
| WZ-9        | 1000 кВт                               | CAIC Z-10                    | Новый турбовальный двигатель для вертолета Z-10 .                                                                                         |
| WZ-10       | 1800 кВт                               | Харбин Z-20                  | Турбовальный двигатель. Может мощность Z-10 .                                                                                             |
| WZ-16       | 1243 кВт взлет 1137 кВт долговре-менно | CAIC Z-10, самолет AC352     | Разрабатывается новый турбовальный двигатель для вертолетов Z-10 и Z-15 на базе Turbomeca Ardidan 3.                                      |

## Турбореактивные двигатели
| обозначение             | осевая нагрузка    | Использован                                   | замечания |  |
| ----------------------- | ------------------ | --------------------------------------------- | --- |  |
| PF-1                    |                    | Шэньян JJ-1 (отменен)                         | Небольшой турбореактивный двигатель на базе WP-5, который был копией советского Климова ВК-1 Ф.                                                                                    |  |
| WP-5                    |                    | Шэньян J-5, Харбин H-5                        | Лицензионная копия советского турбореактивного двигателя ВК-1 Климова, который был получен от двигателя Rolls-Royce Nene . Построен в Шеньянской компании авиационных двигателей . |  |
| WP-5D                   | +26,5 кН           | Шэньянский тренажер JJ-5                      | Произведено Сианем (XAE) |  |
| РГ-6                    |                    | Шэньян J-6, Наньчан Q-5                       | На базе советского реактивного двигателя Туманский Р-9БФ-811 |  |
| WP-6A                   | 29,42 / 36,78 кН   | Шэньян J-6 I, Наньчан Q-5                     | Улучшенный WP-6 |  |
| WP-6Z                   |                    | Наньчан J-12 (отменено)                       | |  |
| WP-7                    | 43,15 кН           |                                               | На базе советского Туманского Р-11-300 турбореактивный форсажный. Многие обновления и новые варианты были разработаны с базовым двигателем.                                        |  |
| WP-8                    | 93,2 кН            | Сиань Н-6                                     | На базе турбореактивного двигателя Микулин АМ-3М-500. |  |
| РГ-9                    |                    | Шанхай Y-10 (отменен)                         | Основано на Pratt & Whitney JT3C, отменено |  |
| WP-10                   |                    |                                               | |  |
| WP-11                   |                    | Противо-корабельная ракета Beijing WZ-5, HY-4 | Небольшой турбореактивный двигатель производства Китайской Национальной Авиационной Корпорации (ЦАРЭС). Похож на Turboméca Marboré.                                                |  |
| WP-12                   |                    |                                               | |  |
| WP-13                   | 39,9 / 63,7 кН     | Чэнду J-7                                     | Китайский двигатель на базе турбореактивного двигателя Туманский Р-13-300 . Было сделано несколько вариантов.                                                                      |  |
| WP-13A                  | 44,1 / 66,7 кН     |                                               | |  |
| WP-13A-II               | 42,7 / 65,9 кН     | Шэньян J-8II                                  | Производится авиамоторной компанией Лиминг |  |
| WP-13F                  | 44,1 / 66,7 кН     | Чэнду J-7, JL-9                               | |  |
| WP-14 Куньлунь          | ~ 75 кН с форсажем | Шэньян J-8III                                 | Местный китайский турбореактивный двигатель, разработанный Шеньянским научно-исследовательским институтом авиационных двигателей.                                                  |  |
| WP-14C </br> Куньлунь-3 |                    | Чэнду J-7, Шэньян J-8T, Гуйчжоу JL-9          | Улучшенный WP-14 |  |
| WP-15                   |                    | Шэньян J-13                                   | турбореактивный |  |

## Турбовентиляторные двигатели
| Обозна-чение    | Тяга       | Исполь-зуется в                                            | Примечания |
| --------------- | ---------- | ---------------------------------------------------------- | --- |
| WS-5            | 34 кН      | Harbin H-5 (тестовая платформа)                            | Прекращён. Модификация WP-6                                                                                             |
| WS-6            |            | Chengdu J-9, Shenyang J-13, Nanchang Q-6                   | Прекращён |
| WS-6A           |            |                                                            | Прекращён |
| WS-8            | 80 кН      | Shanghai Y-10 (прекращён)                                  | Прекращён |
| WS-9 Qinling    | 91,2 кН    | Xian JH-7, JH-7A                                           | Лицензионная версия Rolls-Royce Spey RB.168 Mk 202                                                                      |
| WS-9A Qinling   | 97 кН      |                                                            | Улучшенный WS-9; сравним с французским SNECMA M53-P2                                                                    |
| WS-10A Taihang  | 120-140 кН | Chengdu J-10, Shenyang J-11                                | Indigenous Thrust/Weight: 7.5 replacement for Saturn AL-31 and AL-31F; possibly used to power new Chengdu J-20 fighters |
| WS-10G Taihang  | 155 кН     | Chengdu J-20                                               | Modified Taihang with Thrust/Weight: 9, possibly used to power new J-20 fighters                                        |
| WS-11           | 16,87 кН   | Hongdu L-11                                                | Лицензионная версия AI-25TLK                                                                                            |
| WS-12 Tianshan  |            |                                                            | Прекращён |
| WS-12B Tianshan |            | Xian JH-7B                                                 | Heavier, improved WS-12                                                                                                 |
| WS-12C Tianshan | 80 кН      | Comac ARJ21                                                | |
| WS-13 Taishan   | 86,37 кН   | JF-17                                                      | Indigenous Thrust/Weight: 7.8 upgrade for RD-93                                                                         |
| WS-13A Taishan  | 100 кН     | Comac ARJ21                                                | High-bypass turbofan.                                                                                                   |
| WS-15 Emei      | 180 кН     | Chengdu J-20                                               | Described by Russian sources as the «18-ton» thrust, T/W: 9-10 project possibly used to power new J-20 fighters.        |
| WS-17           |            | JF-17                                                      | |
| WS-18           | 120 кН     | Xian H-6K, Xian Y-20                                       | Developed as a replacement for the Soloviev D-30KP-2                                                                    |
| SF-A            | 120 кН     | Xian Y-20, Comac C919                                      | A high-bypass turbofan derived from the WS-10A core.                                                                    |
| WS-20           | 120-140 кН | Xian Y-20, Comac C919, CRAIC CR929, upgraded Il-76 / Il-78 | A high-bypass turbofan based on the core of the low-bypass turbofan WS-10A.                                             |
| CJ-1000A        | 98-196 кН  | Comac C919                                                 | A high-bypass turbofan derived from the WS-20.                                                                          |
| CJ-2000         | 340 кН     | Chengdu P80, CRAIC CR929                                   | A high-bypass turbofan.                                                                                                 |
| CJ-500          | 78 кН      | Comac ARJ21                                                | Medium Thrust-Turbofan                                                                                                  |
| Minshan         | 39-49 кН   | Hongdu L-15                                                | Medium Thrust-Turbofan                                                                                                  |
| Jiuzhai         | 9,8 кН     |                                                            | Medium Thrust-Turbofan                                                                                                  |